# تيتو فالفيردي
تيتو فالفيردي (بالإسبانية: Tito Valverde)‏ هو ممثل إسباني، ولد في 26 أبريل 1951 في آبلة في إسبانيا.

## وصلات خارجية
- تيتو فالفيردي على موقع IMDb (الإنجليزية)
- تيتو فالفيردي على موقع أول موفي (الإنجليزية)
- تيتو فالفيردي على موقع قاعدة بيانات الفيلم (الإنجليزية)